# ام‌وی ایرن
ام‌وی ایرن (به انگلیسی: MV Irene) یک کشتی است.